# Strahldichte
Die Strahldichte oder Strahlungsdichte L (englisch radiance) liefert detaillierte Information über die Orts- und Richtungsabhängigkeit der von einer Sendefläche abgegebenen Strahlung.

## Definition

### Mathematische Definition

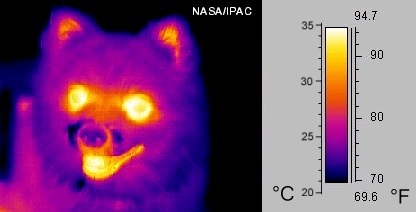
Die meisten Objekte geben von verschiedenen Stellen dA ihrer Oberfläche unterschiedlich viel Strahlungsleistung ab.

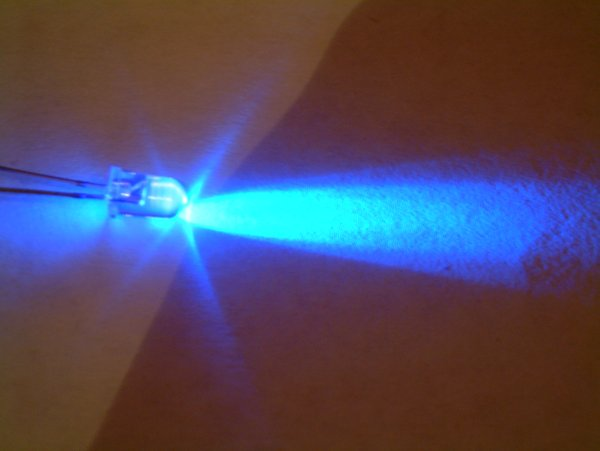
Die meisten Objekte geben in verschiedene Richtungen dΩ unterschiedlich viel Strahlungsleistung ab.

Die Strahldichte {\displaystyle L(\beta ,\varphi )} gibt an, welche Strahlungsleistung {\displaystyle \mathrm {d} ^{2}\Phi } von einem gegebenen Punkt der Strahlungsquelle in die durch den Polarwinkel {\displaystyle \beta } und den Azimutwinkel {\displaystyle \varphi } gegebene Richtung pro projiziertem Flächenelement {\displaystyle \cos(\beta )\mathrm {d} A} und pro Raumwinkelelement {\displaystyle \mathrm {d} \Omega } ausgesendet wird:
{\displaystyle L(\beta ,\varphi )={\frac {\mathrm {d} ^{2}\Phi }{\cos(\beta )\mathrm {d} A\ \cdot \mathrm {d} \Omega }}\,.}
{\displaystyle \beta } ist hierbei der Winkel zwischen Ausstrahlrichtung und Flächennormale.
Anders ausgedrückt ist die Strahldichte {\displaystyle L} definiert als die Flächendichte der Strahlstärke {\displaystyle I}, bezogen auf die projizierte abstrahlende Fläche:
{\displaystyle L(\beta ,\varphi )={\frac {\mathrm {d} I(\beta ,\varphi )}{\mathrm {d} A\,\cos(\beta )}}\,,}
wobei die Strahlstärke wiederum die Strahlungsleistung {\displaystyle \Phi } bezogen auf den Raumwinkel {\displaystyle \Omega } ist:
{\displaystyle I(\beta ,\varphi )={\frac {\mathrm {d} \Phi (\beta ,\varphi )}{\mathrm {d} \Omega }}\,.}
Die SI-Einheit der Strahldichte ist W / (m2·sr).
Für die Definition der Strahldichte ist es unerheblich, ob es sich bei der vom Flächenelement abgegebenen Strahlung um (thermische oder nichtthermische) Eigenemission, um transmittierte oder reflektierte Strahlung oder eine Kombination daraus handelt.
Die Strahldichte ist an jedem Punkt des Raumes definiert, an dem Strahlung vorhanden ist. Man denke sich anstelle eines abstrahlenden Oberflächenelements gegebenenfalls ein fiktives durchstrahltes Flächenelement im Raum.

### Diffuse Strahler
Die in eine bestimmte Richtung abgegebene Strahlungsleistung hängt von den physikalischen Strahlungseigenschaften der Oberfläche ab. Hinzu kommt der Einfluss der Geometrie: Ein schräg stehendes abstrahlende Flächenelement erscheint um den Faktor {\displaystyle \cos(\beta )} perspektivisch verkürzt. Die Division durch diesen Faktor rechnet den geometrischen Effekt heraus; die Strahldichte beschreibt daher lediglich die Richtungsabhängigkeit, die sich aufgrund der Oberflächeneigenschaften ergibt. Oberflächen, deren Strahldichte in alle Richtungen gleich ist
{\displaystyle L(\beta ,\varphi )={\text{const.}}},
deren Leistung also gemäß {\displaystyle \cos(\beta )} abgestrahlt wird, nennt man diffuse Strahler oder lambertsche Strahler.

### Photometrische Entsprechung
Die entsprechende Größe der Photometrie ist die Leuchtdichte {\displaystyle L_{\mathrm {v} }}, bei der zusätzlich die Empfindlichkeit des menschlichen Auges berücksichtigt wird. Zur Abgrenzung schreibt man die Strahldichte auch als {\displaystyle L_{\mathrm {e} }}.

### Spektrale Strahldichte
Die spektrale Strahldichte (engl. spectral radiance) {\displaystyle L_{\nu }(\theta ,\varphi ,\nu )} (Einheit: W·m−2·Hz−1·sr−1) eines Körpers gibt an, welche Strahlungsleistung der Körper bei der Frequenz {\displaystyle \nu } in die durch den Polarwinkel {\displaystyle \theta } und den Azimutwinkel {\displaystyle \varphi } gegebene Richtung pro projizierter Fläche, pro Raumwinkel und pro Frequenzbreite aussendet.
Die spektrale Strahldichte wird auch angegeben als {\displaystyle L_{\lambda }(\beta ,\varphi ,\lambda )} (Einheit: W·m−3·sr−1) bezogen auf das Einheits-Wellenlängenintervall.
Die spektrale Strahldichte liefert die detaillierteste Darstellung der Strahlungseigenschaften eines Strahlers. Sie beschreibt explizit die Richtungsabhängigkeit und die Frequenz- (oder Wellenlängen‑)abhängigkeit der abgegebenen Strahlung. Aus der spektralen Strahldichte lassen sich die anderen Strahlungsgrößen durch Integration über die Richtungen und/oder Frequenzen ableiten. Integration über das relevante Frequenz- bzw. Wellenlängenintervall liefert insbesondere wieder die Strahldichte, welche daher, wenn sie von der spektralen Strahldichte unterschieden werden muss, auch Gesamtstrahldichte genannt wird.

## Radiometrisches und photometrisches Grundgesetz
Das radiometrische und photometrische Grundgesetz besagt, dass die Leuchtdichte auf dem Weg von der Lichtquelle zur beleuchteten Fläche unverändert bleibt. In der Radiometrie gilt dies analog:
```
Die Strahldichte am Ort des Senders in Richtung des Empfängers ist gleich der Strahldichte am Ort des Empfängers aus Richtung des Senders.
```

Für eine detaillierte Beschreibung siehe Leuchtdichte#Photometrisches Grundgesetz.

## Lambertscher Strahler
Die Ausstrahlung einer Abstrahlfläche {\displaystyle A} in einen Raumwinkel {\displaystyle \Omega } ergibt sich aus der Definitionsgleichung für die Strahldichte durch Integration über {\displaystyle \mathrm {d} A} und {\displaystyle \mathrm {d} \Omega }:
{\displaystyle \Phi =\int _{\Omega }\int _{A}L(\beta ,\varphi )\cdot \cos(\beta )\mathrm {d} A\cdot \mathrm {d} \Omega =\int _{\Delta \beta }\int _{\Delta \varphi }\int _{A}L(\beta ,\varphi )\cdot \cos(\beta )\sin(\beta )\cdot \mathrm {d} A\,\mathrm {d} \beta \,\mathrm {d} \varphi \,}.
Dabei wurde die Darstellung des Raumwinkelelements in Kugelkoordinaten verwendet:
{\displaystyle \mathrm {d} \Omega =\sin(\beta )\,\mathrm {d} \beta \,\mathrm {d} \varphi }
Da {\displaystyle L} im Allgemeinen vom Ort auf der Strahlfläche {\displaystyle A} und von den überstrichenen Richtungen abhängen kann, ergibt sich unter Umständen ein sehr kompliziertes Integral.
Eine wesentliche Vereinfachung tritt ein, wenn die Strahlfläche ein lambertscher Strahler ist, wenn also die Strahldichte orts- und richtungsunabhängig ist. Dann ist die Strahldichte eine konstante Zahl {\displaystyle L} und kann vor das Integral gezogen werden:
{\displaystyle \Phi =A\cdot L\int _{\Omega }\cos(\beta )\ \mathrm {d} \,\Omega }
Das Integral hängt jetzt nur noch von der Gestalt und Lage des Raumwinkels {\displaystyle \Omega } ab und kann unabhängig von {\displaystyle L} gelöst werden. Auf diese Weise können nur von der Sender- und Empfängergeometrie abhängige allgemeine Sichtfaktoren ermittelt werden.
Wird beispielsweise die Ausstrahlung in den gesamten von der Strahlfläche überblickten Halbraum betrachtet, so ergibt sich für das Integral der Wert {\displaystyle \pi } und die Abstrahlung eines lambertschen Strahlers der Fläche {\displaystyle A} in den gesamten Halbraum ist einfach:
{\displaystyle \Phi =\pi \,A\,L\;\;} (Strahlungsleistung eines lambertschen Strahlers in den Halbraum)

## Schwarzer und grauer Strahler
Ist die Strahlfläche ein Schwarzer Strahler, so lässt sich die Strahldichte nach dem planckschen Strahlungsgesetz berechnen; ist sie ein Grauer Strahler, so ist die plancksche Strahldichte um den Emissionsgrad abzumindern.
Formeln: siehe Plancksches Strahlungsgesetz

## Bezug zu anderen radiometrischen Größen  und zur Photometrie
| radiometrische Größe                                                | Symbol a)                            | SI-Einheit | Beschreibung                                                    | photometrische Entsprechung b)                  | Symbol                               | SI-Einheit           |
| Strahlungsfluss Strahlungsleistung, radiant flux, radiant power     | {\displaystyle \Phi _{\mathrm {e} }} | W (Watt)   | Strahlungsenergie durch Zeit                                    | Lichtstrom luminous flux                        | {\displaystyle \Phi _{\mathrm {v} }} | lm (Lumen)           |
| Strahlstärke Strahlungsstärke, radiant intensity                    | {\displaystyle I_{\mathrm {e} }}     | W/sr       | Strahlungsfluss durch Raumwinkel                                | Lichtstärke luminous intensity                  | {\displaystyle I_{\mathrm {v} }}     | cd = lm/sr (Candela) |
| Bestrahlungsstärke irradiance                                       | {\displaystyle E_{\mathrm {e} }}     | W/m2       | Strahlungsfluss durch Empfängerfläche                           | Beleuchtungsstärke illuminance                  | {\displaystyle E_{\mathrm {v} }}     | lx = lm/m2 (Lux)     |
| Spezifische Ausstrahlung Ausstrahlungsstromdichte, radiant exitance | {\displaystyle M_{\mathrm {e} }}     | W/m2       | Strahlungsfluss durch Senderfläche                              | Spezifische Lichtausstrahlung luminous exitance | {\displaystyle M_{\mathrm {v} }}     | lm/m2                |
| Strahldichte Strahlungsdichte, Radianz, radiance                    | {\displaystyle L_{\mathrm {e} }}     | W/(m2sr)   | Strahlstärke durch effektive Senderfläche                       | Leuchtdichte luminance                          | {\displaystyle L_{\mathrm {v} }}     | cd/m2                |
| Strahlungsenergie Strahlungsmenge, radiant energy                   | {\displaystyle Q_{\mathrm {e} }}     | J (Joule)  | durch Strahlung übertragene Energie                             | Lichtmenge luminous energy                      | {\displaystyle Q_{\mathrm {v} }}     | lm·s                 |
| Bestrahlung Einstrahlung, radiant exposure                          | {\displaystyle H_{\mathrm {e} }}     | J/m2       | Strahlungsenergie durch Empfängerfläche                         | Belichtung luminous exposure                    | {\displaystyle H_{\mathrm {v} }}     | lx·s                 |
| Strahlungsausbeute radiant efficiency                               | {\displaystyle \eta _{\mathrm {e} }} | 1          | Strahlungsfluss durch aufgenommene (meist elektrische) Leistung | Lichtausbeute (overall) luminous efficacy       | {\displaystyle \eta _{\mathrm {v} }} | lm/W                 |